# Seznam krajev Unescove svetovne dediščine v Avstriji
Svetovna dediščina Organizacije Združenih narodov za izobraževanje, znanost in kulturo (UNESCO) je pomembna za kulturno ali naravno dediščino, kot je opisano v Unescovi konvenciji o svetovni dediščini, ustanovljeni leta 1972. Kulturno dediščino sestavljajo spomeniki (kot so arhitekturna dela, monumentalne skulpture ali napisi), skupine zgradb in najdišča (vključno z arheološkimi najdišči). Naravne značilnosti (ki jih sestavljajo fizične in biološke formacije), geološke in fiziografske formacije (vključno s habitati ogroženih vrst živali in rastlin) ter naravna območja, ki so pomembna z vidika znanosti, ohranjanja ali naravne lepote, so opredeljena kot naravna dediščina. Avstrija je konvencijo ratificirala 18. decembra 1992, zaradi česar so njena zgodovinska mesta upravičena do vključitve na seznam.
Mesta v Avstriji so bila prvič vpisana na seznam na 20. zasedanju Odbora za svetovno dediščino, ki je potekalo v Méridi v Mehiki leta 1996. Na tem zasedanju sta bili dodani dve znamenitosti: zgodovinsko središče Salzburga ter palača in vrtovi Schönbrunn. Od leta 2021 ima Avstrija na seznamu vpisanih 12 območij in nadaljnjih 10 na poskusnem seznamu. Pet območij svetovne dediščine si deli z drugimi državami: kulturna krajina Fertő / Nežidersko jezero si deli z Madžarsko; Prazgodovinska kolišča okoli Alp s Francijo, Nemčijo, Italijo, Slovenijo in Švico; Starodavni prvobitni bukovi gozdovi Karpatov in drugih delov Evrope s 17 evropskimi državami; Velika zdraviliška mesta Evrope z Belgijo, Češko, Nemčijo, Francijo, Italijo in Združenim kraljestvom; in Meje rimskega imperija – Donavski limes z Nemčijo in Slovaško. Leta 2017 je bilo območje Zgodovinsko središče Dunaja vpisano na seznam ogrožene svetovne dediščine zaradi načrtovanih novih stolpnic. Vsa območja svetovne dediščine v Avstriji razen enega so kulturnega tipa.

## Svetovna dediščina
Unesco navaja mesta pod desetimi merili; vsaka prijava mora izpolnjevati vsaj enega od kriterijev. Merila od i do vi so kulturna, od vii do x pa naravna.
| Ime                                                                  | Slika                            | Lokacija                                                                 | Leto vpisa | UNESCO kriterij                  | Opis |
| -------------------------------------------------------------------- | -------------------------------- | ------------------------------------------------------------------------ | ---------- | -------------------------------- | --- |
| Zgodovinsko središče mesta Salzburg                                  |                                  | Salzburg                                                                 | 1996       | 784; ii, iv, vi (kulturno)       | Salzburg je odigral ključno vlogo pri izmenjavi italijanske in nemške kulture, kar je povzročilo razcvet obeh kultur in dolgotrajno izmenjavo med njima, kar je vidno predvsem v baročni arhitekturi. Salzburg je odličen primer evropske cerkvene mestne države, ki ima za posledico številne pomembne zgradbe, posvetne in verske, od obdobja gotike do 20. stoletja. Mesto je znano tudi po povezanosti z umetnostjo, zlasti s skladateljem Wolfgangom Amadeusom Mozartom. |
| Palača in vrtovi Schönbrunn                                          |                                  | Dunaj                                                                    | 1996       | 786; i, iv (kulturno)            | Schönbrunn je bil rezidenca habsburških cesarjev od 18. stoletja do leta 1918. Zgrajen je bil v rokokojskem slogu kot enoten, enoten projekt. Zasnovala sta ga arhitekta Johann Bernhard Fischer von Erlach in Nicolaus Pacassi in je kraj najstarejšega neprekinjeno delujočega živalskega vrta na svetu. |
| Kulturna krajina Hallstatt-Dachstein/Salzkammergut                   | Hallstatt town at the lake       | Salzkammergut                                                            | 1997       | 806; iii, iv (kulturno)          | Rudarjenje nahajališč soli, ki so ga izkoriščali od 2. tisočletja pred našim štetjem, je prineslo blaginjo v regijo. Mesto je dalo ime halštatski kulturi, družbi železne dobe. Regija je znana tudi po svojih gorskih verigah in jamah, najdaljša od slednjih doseže dolžino 81 km. |
| Železniška proga čez Semmering                                       |                                  | Gloggnitz, Semmering                                                     | 1998       | 785; ii, iv (kulturno)           | Železnica čez Semmering je bila zgrajena med letoma 1848 in 1854 in pokriva 41 km razgibanih gora. Ta projekt se je lotil v zgodnjih dneh gradnje železnice in je zahteval številne inovacije. Predori, viadukti in druga dela so v uporabi še danes. |
| Mesto Gradec – Zgodovinsko središče in grad Eggenberg                |                                  | Gradec                                                                   | 1999       | 931; ii, iv (kulturno)           | V Gradcu je stoletja živela veja Habsburžanov. Habsburžani in drugi lokalni plemiči so skozi stoletja lepšali in širili Gradec, kar je pripeljalo do mesta z veličastnimi stavbami v številnih slogih. |
| Kulturna krajina Wachau                                              |                                  | Wachau                                                                   | 2000       | 970; ii, iv (kulturno)           | Wachau je 40 km dolga dolina ob reki Donavi med Melkom in Kremsom. Dolina je bila poseljena že v prazgodovini in je od takrat pomembna regija. Je dom številnih zgodovinskih mest, vasi, samostanov, gradov in ruševin. |
| Kulturna krajina Nežiderskega jezera / Fertő *                       |                                  | Burgenland                                                               | 2001       | 772; v (kulturno)                | Območje Fertő/Nežiderskega jezera so že osem tisočletij zasedala različna ljudstva. Prvotno omrežje mest in vasi sega v 12. in 13. stoletje. V 18. in 19. stoletju je bilo zgrajenih več palač. Stran si deli z Madžarsko. |
| Zgodovinski center Dunaja†                                           |                                  | Dunaj                                                                    | 2001       | 1033; ii, iv, vi (kulturno)      | Dunaj, prestolnica Habsburškega cesarstva, je že dolgo priznan kot glasbena prestolnica Evrope. Zgodovinsko središče je bogato z arhitekturnimi sklopi v različnih slogih, vključno z baročnimi gradovi in vrtovi ter Ringstraße iz poznega 19. stoletja. Leta 2017 je bila lokacija vpisana na seznam ogrožene svetovne dediščine zaradi načrtovanih novih stolpnic. |
| Prazgodovinska kolišča okoli Alp*                                    |                                  | Attersee am Attersee, Keutschach am See, Mondsee, Seewalchen am Attersee | 2011       | 1363; iv, v (kulturno)           | Najdišče obsega ostanke prazgodovinskih koliščarjev (ali hiš na kolih) v Alpah in okoli njih, zgrajenih od okoli 5000 do 500 pr. n. št. na obrobju jezer, rek ali mokrišč. Vsebujejo veliko podatkov o življenju in trgovini v agrarnih neolitskih in bronastodobnih kulturah v alpski Evropi. V Avstriji je navedenih pet območij. Dediščino si deli s Francijo, Nemčijo, Italijo, Slovenijo in Švico.                                                                       |
| Starodavni prvobitni bukovi gozdovi Karpatov in drugih delov Evrope* |                                  | Dürrenstein, Narodni park Kalkalpen                                      | 2017       | 1133quater; ix (naravno)         | Prastari bukovi gozdovi Karpatov se uporabljajo za preučevanje širjenja bukve (Fagus sylvatica) na severni polobli v različnih okoljih in okolju v gozdu. Dediščina je bila prvič uvrščena leta 2007 na Slovaško in v Ukrajino. V letih 2011, 2017 in 2021 je bila razširjena tako, da je vključevala gozdove v skupno 18 državah. Leta 2017 je bilo popisanih pet gozdov v Avstriji, eden v Dürrensteinu in štirje v Kalkalpnu (na sliki).                                   |
| Meje rimskega imperija – Donavski limes (Zahodni segment)*           | Map of Danubian Limes in Austria | Spodnja Avstrija, Zgornja Avstrija, Dunaj                                | 2021       | 1608rev; ii, iii, iv (kulturno)  | Donavski limes, mreža utrdb ob reki Donavi, je varovala meje Rimskega cesarstva. Avstrijski odsek je dolg 357,5 km in vključuje dediščino na 46 lokacijah. Deli si jo z Nemčijo in Slovaško. |
| Velika zdraviliška mesta Evrope*                                     | Park entrance in Baden bei Wien  | Baden bei Wien                                                           | 2021       | 1613; ii, iii, iv, vi (kulturno) | Velika zdraviliška mesta Evrope obsegajo 11 zdraviliških mest v sedmih evropskih državah, kjer so mineralne vode uporabljali v zdravilne in terapevtske namene pred razvojem industrijske medicine v 19. stoletju. Mesto Baden bei Wien je navedeno v Avstriji. |

## Poskusni seznam
Poleg območij, ki so vpisana na seznam svetovne dediščine, lahko države članice vodijo seznam začasnih območij, ki jih lahko upoštevajo pri nominaciji. Nominacije za seznam svetovne dediščine so sprejete le, če je bilo območje predhodno navedeno na poskusnem seznamu. Od 2021, Austria recorded 10 sites on its tentative list.
| Ime                                                            | Slika                         | Lokacija                    | Leto vpisa | UNESCO kriterij               | Opis |
| -------------------------------------------------------------- | ----------------------------- | --------------------------- | ---------- | ----------------------------- | --- |
| Samostan Kremsmünster                                          | Kremsmünster Abbey            | Kremsmünster                | 1994       | i, ii, iii, iv, vi (kulturno) | Benediktinski samostan je bil ustanovljen v 8. stoletju in od takrat deluje tako kot duhovno središče kot izobraževalna ustanova. V 17. in 18. stoletju so ga močno razširili v baročnem slogu. Samostan hrani dragocene srednjeveške rokopise in zbirko umetniških zakladov. |
| Bregenški gozd                                                 | Damülser Mittagspitze, 2,095m | Predarlska                  | 1994       | iv, v (kulturno)              | Območje je v veliki meri ohranilo svojo tradicionalno kmetijsko strukturo, vključno s posebnimi vrstami kmečkih stavb, z vasmi iz 18. in 19. stoletja. Majhne delavnice za predelavo tekstila pričajo o zgodnjem začetku industrijskega razvoja v regiji. |
| Sostolnica Marijinega vnebovzetja, Krka                        | Damülser Mittagspitze, 2,095m | Krka                        | 1994       | i, iii, iv (kulturno)         | Nekdanja stolna cerkev na Krki iz 12. stoletja je eden najpomembnejših primerov romanskih cerkva v Avstriji. Znamenitosti cerkve so 'stostebrna' kripta, grobišče ustanovitelja, svete Eme Krške in bogata zbirka fresk. |
| Grad Ostrovica                                                 | Hochosterwitz Castle          | Koroška                     | 1994       | i, iii, iv (kulturno)         | Grad, eden najmogočnejših srednjeveških gradov v Avstriji, stoji na visoki skali nad ravnino. Dostop do gradu varuje 14 utrjenih vrat. Današnja zgradba je iz 16. stoletja. |
| Samostan Heiligenkreuz                                         | Heiligenkreuz Abbey           | Heiligenkreuz               | 1994       | i, ii, iii, iv (kulturno)     | Samostan Heiligenkreuz je cistercijanski samostan, ki je bil ustanovljen v 12. stoletju. Srednjeveški deli kompleksa so ohranjeni in se še danes uporabljajo za prvotne namene, kasnejše prizidke pa so zgradili v baročnem slogu. |
| Železna pot z Erzbergom in starim mestom Steyr                 | Steyr                         | Zgornja Austria             | 2002       | i, ii, iii, iv (kulturno)     | Regija Erzberg, med mestoma Leoben in Hieflau na Štajerskem, je dom velikih nahajališč železove rude. Odprto rudarjenje je spremenilo pobočja gora, medtem ko je na tem območju več objektov, povezanih s taljenjem železa in trgovinskimi dejavnostmi. Staro mesto Steyr je eno najpomembnejših zgodovinskih industrijskih mest v Avstriji, ki je na sotočju dveh rek, ki sta poganjali železarsko industrijo in zagotavljali prometne poti.                                                                    |
| Kulturna krajina Innsbruck-Nordkette/Karwendel                 | Innsbruck                     | Tirolska                    | 2002       | i, ii, iii, iv (kulturno)     | Mesto Innsbruck je bilo ustanovljeno na stičišču več pomembnih trgovskih poti in je od poznega srednjega veka služilo kot rezidenca vojvod, kraljev in cesarjev. Nekatere pomembne znamenitosti so Goldenes Dachl (Zlata streha) in dvorna cerkev, v kateri je kenotaf Maksimilijana I. Mesto leži tik pod gorovjem Nordkette, ki je del pogorja Karwendel, ki je pomembno zaradi alpskih pašnikov in kot turistična destinacija.                                                                                |
| Narodni park Visoke Ture                                       | Grossglockner                 | Koroška, Salzburg, Tirolska | 2003       | vii, viii, ix, x (naravno)    | Narodni park je dom endemičnih alpskih živalskih in rastlinskih vrst, hkrati pa priča o geomorfoloških procesih, ki so oblikovali gore. Del parka pokrivajo ledeniki. Gorski prelazi na tem območju so pomembni že od 2. tisočletja pred našim štetjem, medtem ko je visokogorska cesta Grossglockner, zgrajena v 1930-ih, pomemben pionirski dosežek. |
| Hall in Tyrol – kovnica                                        | Hall in Tyrol                 | Hall in Tyrol               | 2013       | i, ii, iv (kulturno)          | Mesto Hall je bilo prvič omenjeno v 13. stoletju. Postalo je pomembno, ko je nadvojvoda Sigmund Tirolski leta 1477 prenesel tirolsko kovnico iz Merana v Hall. Kovnica je izdelovala visokokakovostne srebrnike, imenovane talerje, uvedla pa je tudi več tehnoloških novosti, kot je kovanje z valjarjem, ki je nadomestilo kovanje s kladivom. Zgodovinsko jedro v poznogotskem slogu, ki je ostalo v izredno veliki meri nedotaknjeno, predstavlja primer srednjeveškega urbanizma in urbanističnega razvoja. |
| Visokogorska cesta Großglockner (Großglockner Hochalpenstraße) | Grossglockner road            | Koroška, Salzburg           | 2016       | i, ii, iv (kulturno)          | Cesta je bila zgrajena v 1930-ih v neokrnjeni gorski pokrajini, da bi bila dostopna širši javnosti, po popularizaciji turizma v visokoalpski regiji. Prikazuje tehnični razvoj visokogorske gradnje cest in upravljanje turističnih krajev v začetku 20. stoletja. |